# TOG 1
Il TOG 1 fu un prototipo di carro armato superpesante prodotto dal Regno Unito all'inizio della seconda guerra mondiale, basato sull'ipotesi che il conflitto appena scoppiato avrebbe potuto ricalcare lo stallo del fronte avvenuto durante la Grande Guerra. Le ostilità ebbero invece un aspetto ben diverso a causa della strategia tedesca basata sull'impiego concertato di velivoli e carri armati: perciò il mezzo rimase a uno stadio sperimentale e sebbene rimaneggiato nei primi anni quaranta non fu mai utilizzato in combattimento.

## Storia
Il 1º settembre 1939 il Terzo Reich dette avvio alla seconda guerra mondiale con l'invasione della Polonia; due giorni dopo la Francia e il Regno Unito dichiararono guerra alla Germania. Nelle settimane precedenti alcune personalità britanniche come Winston Churchill ritennero che il futuro fronte occidentale sarebbe tornato ad avere le caratteristiche statiche della prima guerra mondiale: se questa eventualità si fosse verificata, era necessario disporre di un carro armato capace di superare le trincee, di essere abbastanza mobile per non rimanere impantanato e di resistere ai colpi dell'artiglieria controcarri.

### Sviluppo
Nel luglio 1939 era stato dunque contattato sir Albert Stern, capo del Tank Supply Depot nella guerra del 1914, perché riunisse una squadra tecnica adatta a progettare un veicolo blindato che rispondesse a tali requisiti. Al principio del 1940 venne istituito lo Special Vehicle Development Committee, ovvero "Comitato per lo Sviluppo di Veicoli Speciali" in inglese (abbreviato in SVDC). Posto sotto la direzione di sir Stern, il comitato era composto da sir Ernest Swinton, da sir Eustace Tennyson D'Eyncourt, dal maggiore Walter G. Wilson, dall'ingegnere William Tritton e dall'imprenditore Harry Ricardo. Tutti costoro avevano avuto a che fare con lo sviluppo dei carri armati nel corso del precedente conflitto; ad esempio Wilson aveva inventato l'omonimo cambio a epiciclo montato sui primi mezzi corazzati, Tritton aveva disegnato il Medium Mark A Whippet e D'Eyncourt era stato direttore delle costruzioni navali, la cui tecnologia era la base per quella dei carri armati. Visti l'età e i trascorsi dei suoi membri, il comitato venne presto soprannominato The Old Gang, cioè "la vecchia banda": le iniziali della sigla (TOG) furono usate per dare il nome al mezzo da costruire. Durante i lavori avviati nel febbraio 1940 fu deciso di adottare un sistema di guida elettromeccanico alimentato a gasolio, invece di quello a epiciclo suggerito da Wilson.

### Produzione
Il contratto di fabbricazione fu dato alla William Foster & Co. di Tritton con sede a Lincoln, una delle prime aziende che aveva prodotto carri armati. La ditta completò un solo esemplare del TOG 1 nell'ottobre 1940, quando la Francia era già caduta. Nel corso della produzione si verificarono rallentamenti nella consegna del motore Paxton TP, un progetto relativamente nuovo nato dal consorzio Paxman-Ricardo che era al suo primo utilizzo operativo: ordinato il 3 febbraio 1940 (numero 50156), il 23 aprile le parti sfuse vennero inviate alla Ruston & Hornsby di Colchester, un impianto invero con scarse capacità ma vicino a Lincoln. Il 29 maggio il motore figurava pronto per essere consegnato alla fabbriche Phoenix di Bradford, dove si trovava un dipartimento addetto al collaudo di propulsori, e il 24 giugno era segnalata una revisione del Paxton dopo un prolungato rodaggio.

### Impiego operativo
Il prototipo fu testato per la prima volta il 27 settembre 1940 mentre la dimostrazione ufficiale avvenne il 6 ottobre. Le prove continuarono fino al giugno 1941 ed evidenziarono sia una certa difficoltà nelle sterzate (dovuta alla lunghezza dello scafo), sia la facilità con cui si surriscaldava il motore. Ciò indusse la commissione valutante a richiedere l'installazione di un apparato di guida idraulico: la Hydraulic Coupling and Engineering Co. fornì le parti necessarie e la conversione fu completata soltanto nel maggio 1943. Il carro venne ridenominato "TOG 1A" e fu intensamente testato per un mese circa, poi a giugno tornò in fabbrica per altre modifiche; altri interventi furono eseguiti persino nella primavera 1944. A questo punto del conflitto il veicolo era ormai di modesto valore e fu trasferito a Chobham nel Surrey, dove se ne sono perdute le tracce.

## Tecnica
Il TOG 1 era un imponente mezzo corazzato lungo in totale 10 metri circa e alto 3 metri, con un peso complessivo di 65 tonnellate. Lo scafo oblungo presentava cingoli avvolgenti e il treno di rotolamento era dotato di sospensioni rigide: un'impostazione dunque vicina all'architettura dei carri armati Mark della prima guerra mondiale. A differenza di questi, però, lo scafo era sormontato da una torretta girevole trasversale del tipo usato sul Matilda II, equipaggiata con un cannone Ordnance QF 2 lb da 40 mm. Come difesa ravvicinata erano state installate quattro mitragliatrici Vickers da 7,7 mm in due protrusioni laterali. La corazzatura nel suo punto più spesso arrivava a 75 mm, ma una seconda fonte afferma che variasse tra un massimo di 62 mm e uno minimo di 12 mm. L'equipaggio contava otto uomini: in torretta trovavano posto il comandante, il cannoniere e il caricatore. Nello scafo sedeva il pilota e operavano i quattro addetti alle Vickers.
L'apparato motore era un Paxman-Ricardo TP a 12 cilindri alimentato a gasolio ed erogante 600 hp: il macchinario attivava due generatori elettrici contenuti in un singolo impianto, ognuno dei quali fungeva da propulsore per un cingolo. Le attrezzature per la guida elettrica erano state progettate dalla Merz & McLellan e prodotte dalla English Electric Company. Non è noto perché il Paxman sia stato denominato "TP": secondo un'interpretazione era l'acronimo per three pieces, in quanto suddivisibile in basamento e due bancate di cilindri; un'altra ipotesi afferma che invece la sigla significasse tank propellant, poiché il primo utilizzo del motore fu appunto su un carro armato. Il TOG 1 poteva raggiungere una velocità massima su strada di 14 km/h; l'autonomia arrivava a 81 chilometri ma non è noto su quale tipo di superficie.
Una fonte si trova in contrasto sulla dotazione offensiva. Afferma che sul lato frontale dello scafo fosse stato inserito un obice da 75 mm e non fa cenno delle quattro mitragliatrici.